# Нефтегаздобыча (компания)
«Нефтегаздобыча» — крупнейшая украинская частная газодобывающая компания. Полное наименование — ЧАО «Нефтегаздобыча».
Офисы компании расположены в Полтаве и Киеве.

## История
Компания основана в 2003 году. В 2013 году ЧАО «Нефтегаздобыча» вошло в состав ДТЭК Нефтегаз.

## Акционеры и руководство
Основной акционер компании — энергетическая компания ДТЭК.
Генеральный директор компании — Игорь Щуров.

## Деятельность
Компания разрабатывает лицензионные участки на двух месторождениях в Полтавской области — Семиренковском (Шишацкий, Миргородский районы) и Мачухском (Полтавский район). Доказанные запасы природного газа на этих участках составляют 25 млрд м³, газового конденсата — 2 млн т.
«Нефтегаздобыча» эксплуатирует 18 скважин глубиной более 5,4 тыс. м, включая самую глубокую в Украине продуктивную скважину № 17 на Семиренковском месторождении (6750 м). Большинство скважин — наклонно-направленные. Добываемый газ доводится до товарной кондиции на трех установках подготовки газа — «Семиренки», «Мачухи» и «Олефировка».
Сейчас в скважинный фонд компании входит 26 скважин глубиной более 5,4 тыс. м каждая (данные по состоянию на июнь 2019 года).

## Показатели деятельности
ЧАО «Нефтегаздобыча» осуществляет добычу природного газа и газового конденсата. Компания занимает первое место в Украине по объему производства этой продукции среди частных компаний и второе — среди компаний всех форм собственности.
За 2014—2018 гг. компания увеличила добычу газа в 3,3 раза, газового конденсата — в 2,8 раза.
| Год  | Добыча природного газа | Добыча газового конденсата |
| 2013 | 506 млн м³             | 20 тыс. т                  |
| 2014 | 752 млн м³             | 29 тыс. т                  |
| 2015 | 1304 млн м³            | 45 тыс. т                  |
| 2016 | 1631 млн м³            | 56 тыс. т                  |
| 2017 | 1655 млн м³            | 55 тыс. т                  |
| 2018 | 1649 млн м³            | 52 тыс. т                  |
| 2019 | 1659 млн м³            | 64 тыс. т                  |

## Ключевые события компании

### 2012[3]
- ДТЭК достиг соглашения о приобретении пакета акций ЧАО «Нефтегаздобыча» — крупнейшей частной газодобывающей компании Украины.

### 2013[4]
- В декабре ДТЭК завершил приобретение 50 % доли в крупнейшей частной газодобывающей компании в Украине — ЧАО «Нефтегаздобыча». Доказанные запасы природного газа составили 20,0 млрд куб. м, газового конденсата — 2,0 млн т[5].

### 2014[6]
- Выпуск внутренних облигаций на сумму 1 млрд грн. Ставка купона по облигациям фиксированная и составляет 14 % годовых. Средства от продажи ценных бумаг позволят компании увеличить объемы добычи природного газа и газового конденсата[7].

- Введение в эксплуатацию газовой скважины № 8 на Семиренковском газоконденсатном месторождении. Суточная добыча природного газа на скважине составляет 170 тыс. куб. м, газового конденсата — 5 тонн. Инвестиции в бурение и обустройство составили более 100 млн грн.

- Введение в эксплуатацию установки предварительной подготовки газа (УППГ) «Олефировка» на Семиренковском месторождении. Мощность УППГ — более 2 млрд  м³ газа в год. Инвестиции в строительство составили 133 млн грн.

- Разработка и утверждение Стратегии социального партнерства на 2014—2016 годы с тремя районами Полтавской области — Миргородским, Полтавским и Шишацким. Документы предусматривают реализацию 35 социальных проектов, направленных на решение самых актуальных проблем территорий. В 2014 году компания выделила более 3 млн грн на осуществление проектов.

- При содействии ЧАО «Нефтегаздобыча» в селе Мачехи создано коммунальное предприятие для оказания услуг населению Мачухского и соседних сельсоветов. Для предприятия закуплены мусороуборочный и ассенизаторский специализированные автомобили.

### 2015[8]
- Введение в эксплуатацию самой глубокой (6750 м) в Восточной Европе добывающей газовой скважины № 17 Семиренковского месторождения[9].

- Получение права на геологическое изучение с последующей добычей нефти и газа на Хорошевской площади.

### 2016[10]
- Внедрение автоматизированной системы оперативно-диспетчерского управления (АСОДУ) позволило уменьшить технологические потери, оптимизировать сроки капитальных ремонтов скважин, снизить отказы технологического оборудования, повысить контроль над промышленной и экологической безопасностью производства. АСОДУ с помощью телеметрических систем аккумулирует данные о работе скважин, установок подготовки газа, замерных узлов. Собирает информацию с систем обнаружения утечек газа и раннего выявления чрезвычайных ситуаций. К АСОДУ подключены системы видеонаблюдения за технологическими процессами и GPS-мониторинг работы транспорта. Аналогов такой системы пока нет в украинской газодобыче.

- Добыто 1,6 млрд куб. метров природного газа и 56,1 тыс. тонн газового конденсата в 2016 году, что превышает на 25 % и 24 % соответственно результаты 2015 года.

- Увеличение добычи природного газа в 3,2 раза, газового конденсата — 2,8 раза с момента вхождения в Группу ДТЭК.

- Успешное завершение бурения трех скважин на Семиренковском газоконденсатном месторождении. Скважина № 71 глубиной 5 770 метров, № 73 — 5 733 метра, № 52 — 5 700 метров. Все скважины наклонно направленные, с отходом от вертикали на более 1 000 метров. Бурение было осложнено горно-геологическими условиями: высокие пластовое давление и температуры, большие глубины. Суммарный суточный дебит природного газа на новых скважинах превысил 800 тыс. куб. метров.

- Специализированные компании TÜV SÜD (Германия) и МС Консалтинг (Украина) подтвердили соответствие систем экологического менеджмента предприятий международным требованиям.

- Досрочное выполнение годового плана производительности: 13 декабря объем добычи газа превысил показатель 1,542 млрд.  м³ с начала 2016 года[11].

- Начало бурения новой наклонно-направленной скважины № 34 на Семиренковском газоконденсатном месторождении. Глубина — 5628 м. В проекте использовали новые технические разработки и подходы к охране окружающей среды[12].

- ЧАО «Нефтегаздобыча» заняло 13-е место в рейтинге крупнейших налогоплательщиков Украины. Среди предприятий топливно-энергетического комплекса Украины «Нефтегаздобыча» заняла 8-е место. Сумма налоговых отчислений «Нефтегаздобычи» в сводный бюджет, по данным Государственной фискальной службы, составила 4,9 млрд грн[13].

### 2017[14]
- ДТЭК Нефтегаз приобрел дополнительные 15 % акций ЧАО «Нефтегаздобыча», увеличив свою долю в ней до 75 %[15].

- ЧАО «Нефтегаздобыча» в 2017 году увеличило добычу природного газа на 1,5 %, до 1 655,3 млн куб. метров, добыча газового конденсата составила 54,8 тыс. тонн.

- ЧАО «Нефтегаздобыча» заняла 3-е место по отчислениям в государственный бюджет среди компаний добывающей отрасли и 5-е — среди компаний нефтегазового сектора по результатам 6 месяцев 2017 года. В общем рейтинге крупнейших налогоплательщиков Украины компания продолжает занимать 13-е место. Согласно данным Государственной фискальной службы, сумма налоговых отчислений «Нефтегаздобыча» в государственный бюджет Украины составила 2 298 млн грн[16].

- ЧАО «Нефтегаздобыча» заняло первое место в номинации «Добыча нефти и газа» III Национального рейтинга качества управления репутацией «Репутационные АКТИВисты»[17].

- Сотрудники ЧАО «Нефтегаздобыча» получили патент на полезную модель № 111960 «Газожидкостный сепаратор». Усовершенствовав конструкцию одного из важнейших аппаратов для приведения газа к стандартам качества, специалисты компании добились повышения эффективности его работы на 7 %[18]

### 2018
- В 2018 году добыча природного газа составила 1 648,5 млн куб. метров, что превышает запланированный уровень на 50 млн куб. метров. Газового конденсата добыто 51,5 тыс. тонн. По сравнению с прошлым годом добыча газа снизилась на 0,4 %, конденсата — на 6 %[19].

- Успешное прохождение ресертификационного аудита и подтверждение соответствия своей газодобывающей деятельности международным стандартам в сфере промышленной безопасности и охраны окружающей среды ISO 14001:2015, OHSAS:18001 (ISO 45001:2018). Оценку провела компания ООО «МС Консалтинг» ─ официальный представитель английского сертификационного органа Certification International (UK) Ltd в Украине[20].

- Успешное прохождение экологического аудита. Независимое аудиторское исследование подтвердило соблюдение компанией норм природоохранного законодательства Украины и отсутствие негативного техногенного влияния деятельности ЧАО «Нефтегаздобыча» на окружающую среду[21].

## Охрана труда
На производственных объектах компании ведется круглосуточный контроль соблюдения государственных и отраслевых требований.
В 2014—2019 гг. в компании не произошло ни одного случая травматизма или аварийной ситуации. Система управления охраной труда «Нефтегаздобычи» успешно прошла сертификацию согласно требованиям OHSAS 18001:2007.

## Корпоративное волонтерство
В апреле 2013 г. «Нефтегаздобыча» провела первую волонтерскую акцию в с. Ковалевка (Шишацкий район, Полтавская область) в рамках общенационального проекта ДТЭК «Чистый город». Около 100 сотрудников газодобывающей компании и членов их семей приняли участие в обустройстве и уборке центра села при поддержке местных жителей. «Нефтегаздобыча» развивает волонтерство параллельно с реализацией социальных проектов.

## Показатели деятельности
Годовые отчеты и консолидированная финансовая отчетность ДТЭК (стандарты МСФО, аудит PricewaterhouseCoopers).

## Экологическая политика
Компания «Нефтегаздобыча» стремится обеспечить защиту окружающей среды, совершенствовать производственные и управленческие процессы, следуя принципам устойчивого развития. 
Система управления окружающей средой в «Нефтегаздобыче» сертифицирована согласно ISO 14001:2015.